# TRAFFIC (organizzazione)
TRAFFIC, la rete di monitoraggio del commercio della fauna e della flora selvatiche, è un'organizzazione internazionale la cui missione è di garantire che gli scambi in questione non costituiscano una minaccia per la conservazione della natura. TRAFFIC è un programma congiunto del World Wide Fund for Nature (WWF) e dell'Unione internazionale per la conservazione della natura (IUCN) e lavora inoltre in cooperazione diretta con il Segretariato della Convenzione sul commercio internazionale delle specie minacciate di estinzione (CITES).
Istituita nel 1976, TRAFFIC ha una sede sociale situata nella città di Cambridge, nel Regno Unito, e varie basi regionali presenti nei cinque continenti.
Sin dalla sua costituzione, la rete TRAFFIC ha raggiunto una reputazione di organizzazione affidabile e imparziale. L'organizzazione è sponsorizzata da fondazioni di beneficenza come la Rufford Maurice Laing Foundation, nonché da privati e da altri donatori.